# Сарнатх
Сарнатх — передмістя Варанасі, розташоване за 10 км на північ від центру міста, в індійському штаті Уттар-Прадеш. Відомий як місце, де Сіддгартха Ґаутама здійснив «поворот Колеса вчення» — прочитав першу проповідь п'яти першим послідовникам, в якій роз'яснив вчення про «Чотири Благородні Істини».

## Історія
За часів Будди місцина називалась Рішіпаттана та була густим лісом, у тіні якого займались духовними практиками ріші з Варанасі. Інша назва, Мрігадайя (Оленячий заповідник), пов'язана з тим, що раджа Варанасі оголосив ту місцину заповідником для оленів (Оленячий парк, англ. Deer Park у Сарнатху існує і тепер; за легендою, два лісових олені були й серед перших слухачів Дхармачакра-правартана-сутри). Сучасна назва походить від імені бодгісаттви Саранганатхи.
Коли імператор Ашока прийняв буддизм у III столітті до н. е., під його патронажем на місці проповіді Будди було збудовано величний храмовий і монастирський комплекс. Там же було споруджено знамениту стелу Ашоки, зображення капітелі якої з чотирма левами прийнято як офіційний герб Республіки Індія.
Упродовж понад 1000 років Сарнатх був релігійним центром буддистів, що приваблював численних паломників. Китайські мандрівники Фасянь і Сюаньцзан залишили описи Сарнатха за часів його розквіту. Відповідно до їхніх записів у монастирі проживали близько 1500 ченців; там стояла ступа висотою близько 100 м.
Наприкінці XII століття Варанасі і Сарнатх зазнали мусульманського вторгнення. Під час рейду Кутб ад-Діна Айбека 1194 року монастир був зруйнований, а буддійські служби припинились.
Відродження Сарнатха як святого для буддистів місця почалось наприкінці XIX століття завдяки діяльності Товариства Магабодхи. Нині Сарнатх відновив своє значення центру паломництва та релігійного життя для буддистів з усього світу. Там збудовано храми й монастирі багатьох національних буддійських церков — шрі-ланкійської, бірманської, тибетської, японської, тайської тощо. У Сарнатху розташований Центральний університет тибетологічних досліджень — єдиний виш в Індії з викладанням тибетською мовою, де навчаються представники тибетської діаспори, гімалайських народів.

## Пам'ятки

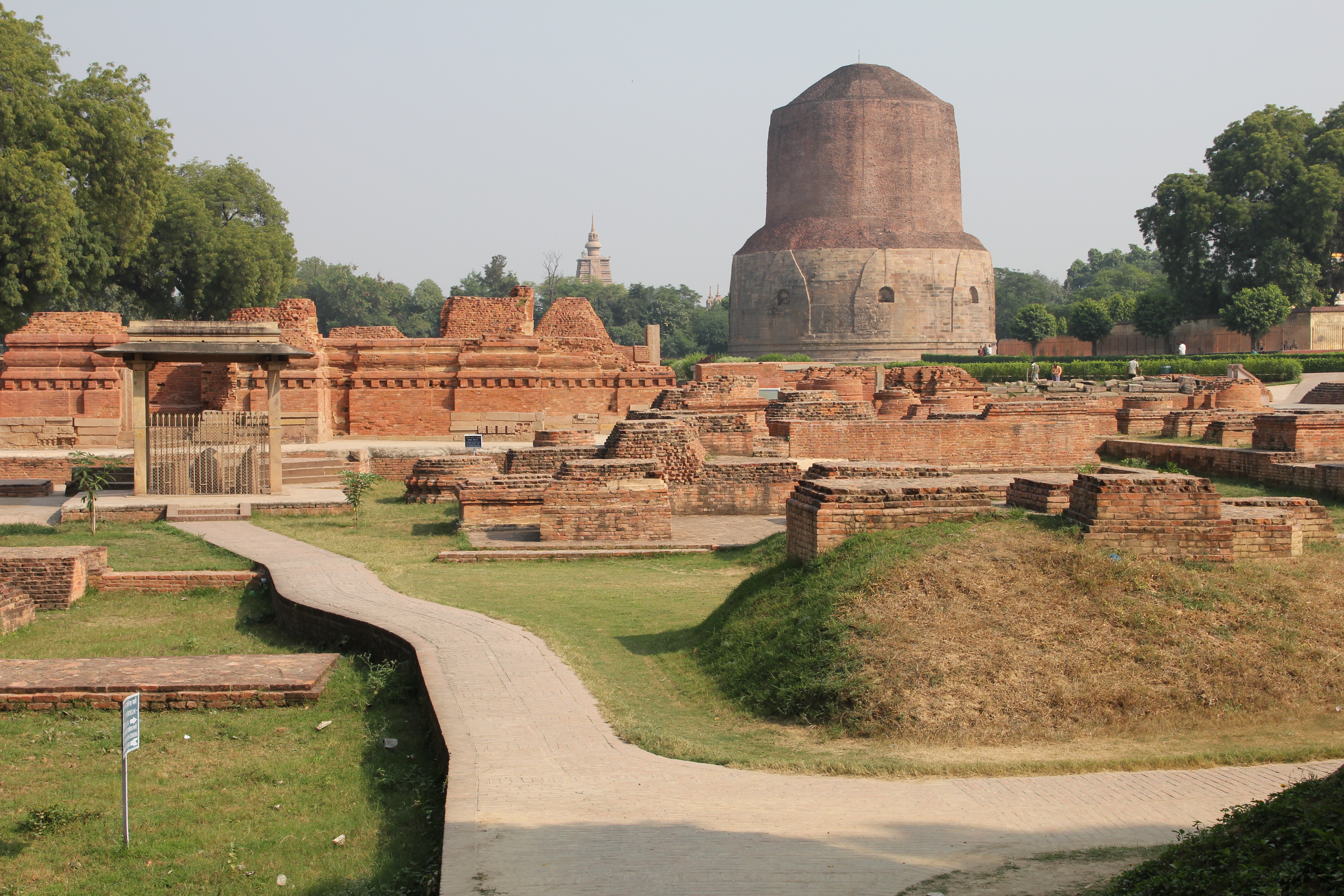
Ступа Дхамек VI століття — головна пам'ятка старовини у Сарнатху

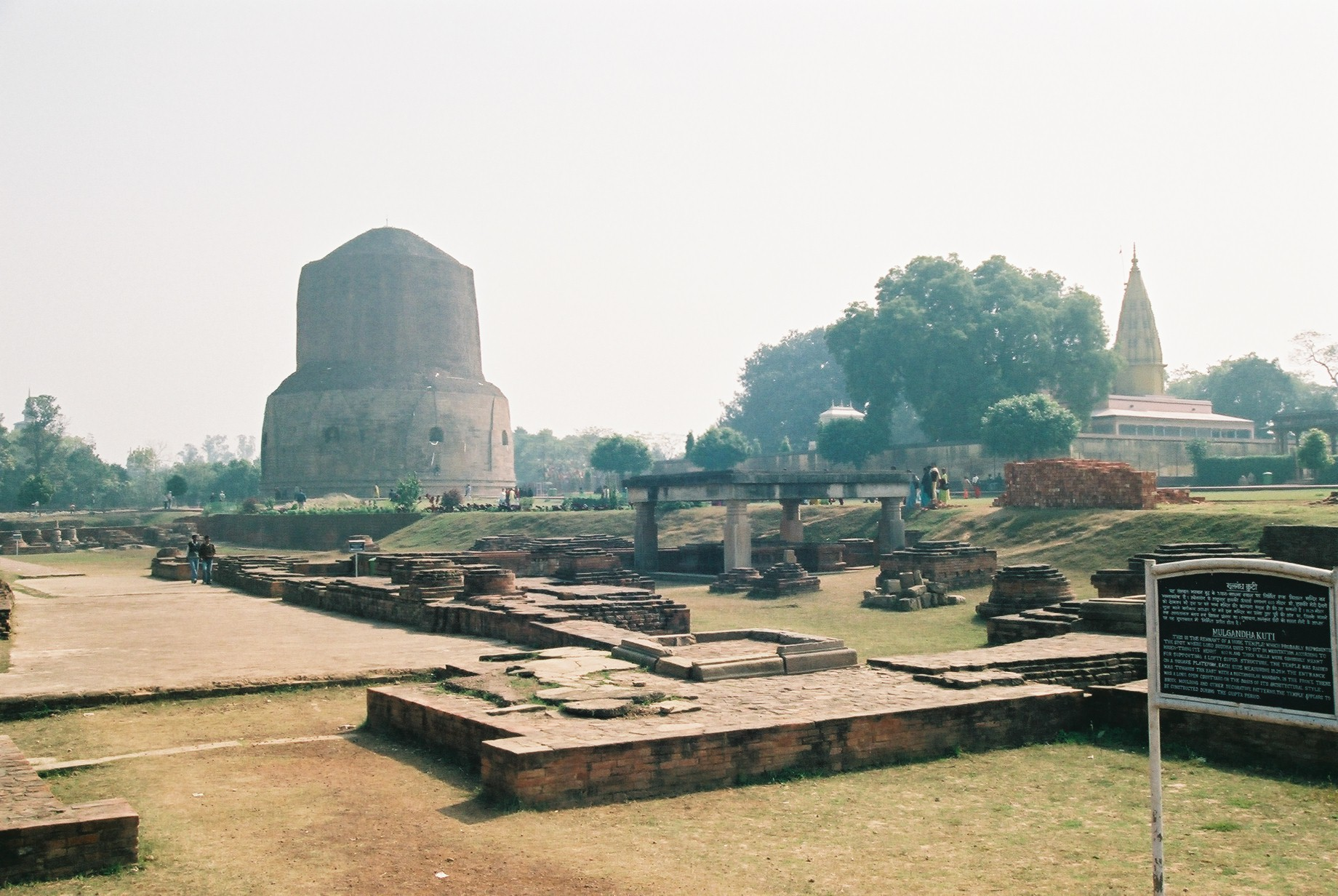
Руїни Сарнатха

Більшість стародавніх споруд Сарнатха були зруйновані й дістались до теперішніх часів лише у вигляді руїн. У XIX столітті англійці під керівництвом Каннінгема зайнялись активними розкопками у Сарнатху; їм удалось виявити та ідентифікувати рештки значного числа будівель, змальованих у стародавніх джерелах.

### Ступа Дхамек
Ступа є циліндричною вежею заввишки 33 метри. Збудована, імовірно, близько 500 року на місці більш ранніх будівель; під час археологічних розкопок була виявлена стародавня цегляна кладка. Ступа прикрашена витонченими геометричними й рослинними орнаментами, типовими для доби Гуптів.

### Ступа Дхармараджика
Була збудована Ашокою на місці, де Будда вимовив першу проповідь. Вона була частково зруйнована у XVIII столітті одним зі службовців магараджі Бенареса, щоб добути будівельні матеріали для будівництва ринку. Під час розкопок Каннінгем виявив всередині ступи мармурову урну, в якій зберігались, імовірно, рештки Будди. 15-метрова стела Ашоки розташовувалась безпосередньо за ступою.

### Мульгандхакуті Віхара
Попередній храм — вігара — було зведено на тому місці, де Будда медитував у сезони дощів. Під час розкопок там були виявлені статуя бодгісаттви, датована 1 століттям, та кам'яна дошка з викарбуваною назвою храму.
1922 року було зведено новий храм, до якого помістили реліквії Будди з Таксили на території сучасного Пакистану. Інтер'єр вігари прикрашений розписами про життя Будди, виконаними японським живописцем у 1932—1935 роках. Храм символізує повернення буддизму до Індії.

### Археологічний музей
У музеї зберігаються безцінні знахідки, зроблені за часів багаторічних розкопок у Сарнатху — скульптури, написи, виконані на камені, кераміка.

## Туризм
Сарнатх є важливим місцем паломництва для буддистів з багатьох країн, тому має досить гарно розвинену туристичну інфраструктуру.

## Транспорт
Місцевий транспорт представлений в основному таксі, авто- й велорикшами. Маршрутне автобусне сполучення розвинуто слабо.